# Hans Pieren
Hans Pieren (ur. 23 stycznia 1962 w Adelboden) – szwajcarski narciarz alpejski. Najlepsze wyniki w Pucharze Świata osiągnął w sezonie 1991/1992, kiedy to zajął 18. miejsce w klasyfikacji generalnej, a w klasyfikacji giganta był drugi. Najlepszym wynikiem Pierena na mistrzostwach świata było piąte miejsce w gigancie podczas mistrzostw świata w Morioce. Zajął także 11. miejsce w gigancie na igrzyskach olimpijskich w Albertville.
Po zakończeniu kariery pracował jako trener, prowadził między innymi żeńską reprezentację Szwajcarii. Pracował także jako dyrektor zawodów Pucharu Świata FIS.

## Osiągnięcia

### Igrzyska olimpijskie
| Miejsce | Dzień     | Rok  | Miejscowość | Konkurencja | Czas biegu | Strata | Zwycięzca     |
| ------- | --------- | ---- | ----------- | ----------- | ---------- | ------ | ------------- |
| 14.     | 25 lutego | 1988 | Calgary     | Gigant      | 2:06,37    | +4,31  | Alberto Tomba |
| DNF1    | 27 lutego | 1988 | Calgary     | Slalom      | 1:39,47    | -      | Alberto Tomba |
| 11.     | 18 lutego | 1992 | Albertville | Gigant      | 2:06,98    | +2,59  | Alberto Tomba |

### Mistrzostwa świata
| Miejsce | Dzień     | Rok  | Miejscowość   | Konkurencja | Czas biegu | Strata | Zwycięzca           |
| ------- | --------- | ---- | ------------- | ----------- | ---------- | ------ | ------------------- |
| 8.      | 4 lutego  | 1987 | Crans-Montana | Gigant      | 2:32,38    | +2,08  | Pirmin Zurbriggen   |
| 19.     | 8 lutego  | 1987 | Crans-Montana | Slalom      | 1:54,63    | +4,97  | Frank Wörndl        |
| DNF     | 9 lutego  | 1989 | Vail          | Gigant      | 2:37,66    | -      | Rudolf Nierlich     |
| 5.      | 10 lutego | 1993 | Morioka       | Gigant      | 2:15,36    | +2,39  | Kjetil André Aamodt |

### Puchar Świata

#### Miejsca w klasyfikacji generalnej
- sezon 1981/1982: 100.
- sezon 1982/1983: 53.
- sezon 1984/1985: 64.
- sezon 1985/1986: 115.
- sezon 1986/1987: 42.
- sezon 1987/1988: 29.
- sezon 1988/1989: 68.
- sezon 1989/1990: 41.
- sezon 1990/1991: 52.
- sezon 1991/1992: 18.
- sezon 1992/1993: 53.

#### Miejsca na podium
1. Kranjska Gora – 4 stycznia 1992 (gigant) – 2. miejsce
2. Adelboden – 22 stycznia 1992 (gigant) – 2. miejsce
3. Alta Badia – 13 grudnia 1987 (gigant) – 3. miejsce